# Tancs
Tancs (románul Tonciu, németül Tesch) falu Romániában Maros megyében.

## Fekvése
Szászrégentől 15 km-re nyugatra az Egres-patak mellett fekszik. Faragó községhez tartozik.

## Története
1439-ben Tats néven említik először. Református temploma középkori eredetű, a 15. században épülhetett, 1663-ban megújították.
1910-ben 757, túlnyomórészt magyar lakosa volt. A trianoni békeszerződésig Kolozs vármegye Tekei járásához tartozott, a második bécsi döntés után 1944-ig Maros-Torda vármegye része.
1992-ben 734 lakosából 468 cigány, 183 magyar, 83 román volt. 640 református, 77 ortodox lakos. 2011-ben 954 lakosából 641 cigány, 206 magyar és 86 román volt.